# Kanton Landivy
Kanton Landivy (fr. Canton de Landivy) je francouzský kanton v departementu Mayenne v regionu Pays de la Loire. Tvoří ho devět obcí.

## Obce kantonu
- Désertines
- La Dorée
- Fougerolles-du-Plessis
- Landivy
- Montaudin
- Pontmain
- Saint-Berthevin-la-Tannière
- Saint-Ellier-du-Maine
- Saint-Mars-sur-la-Futaie